# Armin Shimerman
Armin Shimerman (* 5. listopadu 1949 Lakewood, New Jersey) je americký herec.
Pochází ze státu New Jersey, v jeho 15 letech se jeho rodina přestěhovala do Los Angeles. Zde později vystudoval na University of California, Los Angeles, začal se věnovat divadelnímu herectví a stal se členem Old Globe Theatre v San Diegu. V roce 1979 obdržel první roli v televizním filmu Women at West Point, o rok později hrál ve snímku Woodyho Allena Vzpomínky na hvězdný prach. V průběhu 80. let byl obsazován do malých rolí epizodních postav v televizních seriálech, ve druhé polovině 80. let pravidelně vystupoval jako Pascal v seriálu Beauty and the Beast. V této době se také poprvé objevil ve sci-fi seriálu Star Trek: Nová generace, v epizodě „Nejzazší výspa“ hrál Ferenga Leteka, v dílu „Špičkový výkon“ se objevil jako ferengský daiMon Bractor. V letech 1993–1999 působil v seriálu Star Trek: Stanice Deep Space Nine jako ferengský barman Quark, přičemž v této roli se objevil i v epizodě „Prvorozený“ seriálu Star Trek: Nová generace a v díle „Ochránce“ seriálu Star Trek: Vesmírná loď Voyager. Další větší seriálové role dostal např. v Buffy, přemožitelce upírů nebo v Kauzách z Bostonu, kde se setkal se startrekovskými hereckými kolegy Williamem Shatnerem, Reném Auberjonoisem a Ethanem Phillipsem.
Je ženatý s herečkou Kitty Swinkovou.